# Liriomyza tequendamae
Liriomyza tequendamae är en tvåvingeart som beskrevs av Spencer 1963. Liriomyza tequendamae ingår i släktet Liriomyza och familjen minerarflugor.
Artens utbredningsområde är Colombia. Inga underarter finns listade i Catalogue of Life.